# Pseudojuloides elongatus
Pseudojuloides elongatus är en fiskart som beskrevs av Ayling och Russell, 1977. Pseudojuloides elongatus ingår i släktet Pseudojuloides och familjen läppfiskar. IUCN kategoriserar arten globalt som otillräckligt studerad. Inga underarter finns listade i Catalogue of Life.